# Kuber
Kuber (Kuver), vladar Sermezijanaca u drugoj polovici 7. stoljeća. Otac mu je bio Kubrat, pripadnik klana Dulo koji je u prvoj polovici 7. stoljeća kod Azovskog mora osnovao entitet koji su kasniji bizantski kroničari nazivali "Stara Velika Bugarska". Kuber je imao braću Asparuha, Batbayana, Kotraga, i vjerojatno Altseka.

## Povijesni izvori
Izvori o Kuberu su malobrojni. Najkonkretnije podatke donosi druga od šest homilija u drugoj knjizi Čudesa svetog Demetrija, hagiografskom tekstu sastavljenom devedesetih godina 7. stoljeća. Prema njoj, Avari su pri povratku s neuspješnog pohoda na Bizant zarobili veliki broj ljudi. Odveli su ih na područje oko Dunava gdje su se pomiješali s Avarima i Protobugarima u zaseban narod pod imenom Sermezijanci (od imena grada Sirmija). Nakon šezdeset godina, odvajaju se od Avara i pod Kuberovim vodstvom odlaze u Makedoniju. Kuber je zatim pokušao osvojiti Solun tako da je svog vojskovođu Maura poslao u grad da uvjeri Solunjane kako je prešao na njihovu stranu. Zatim je Kubera s vojskom trebao pustiti u grad. No, kako tvrde Čudesa, intervencijom sv. Demetrija u Solun stiže admiral Sisinije i sprječava Kuberov i Maurov naum.
Tvrdnje iz druge knjige Čudesa svetog Demetrija potvrđuju materijalni nalazi. Poznat je Maurov pečat na kojem se on spominje kao patricij i arhont Sermezijanaca i Protobugara. Također postoji pečat Tarasija, hipatusa i arhonta Kuberijanaca.

## Historiografija
Vjekoslav Klaić je Kubera smatrao hrvatskim knezom u Panoniji koji se 758. odvojio od Avara. Ta interpretacija je kronološki netočna jer su podaci o Kuberu zapisani pedesetak godine prije navodnih događaja o kojima piše Klaić. Tumačenje prema kojem je Kuber hrvatski knez tipično je za hrvatsku historiografiju 19. stoljeća. Tada se podrazumijevalo da su Hrvati naseljavali Podunavlje još od 7. i 8. stoljeća. Stoga su svi vladari koji su se javljali na tom prostoru u ranom srednjem vijeku smatrani Hrvatima, npr. Sermo (1018.).
Kasnija hrvatska historiografija Kubera je često isticala pri razmatranjima bugarskog utjecaja u etnogenezi Hrvata, prvenstveno jer je bio sin Kubrata kojeg se ponekad izjednačava s Krovatosom. Prema određenim mišljenjima, Kuber je identičan Porfirogenetovom Hrvatu, jednom od petero braće i sestara koji dovode Hrvate u Dalmaciju. Toj teoriji u prilog bi išla činjenica da se nakon Kubera javlja arhont Kuberijanaca. To znači da je određena skupina sebe identificirala Kuberovim imenom, jednako kao što su se, prema Porfirogenetu, Hrvati identificirali imenom jednog od petero braće. Druga podudarnost između Kubera i Porfirogenetovog Hrvata je ta su obojica imali četvero braće. S druge strane, dio povjesničara odbacuje ikakve veze između Kubera i Hrvata, a samim time i Kubrata/Krovatosa.